# Reliance Creek National Park
Reliance Creek National Park är en park i Australien. Den ligger i delstaten Queensland, omkring 820 kilometer nordväst om delstatshuvudstaden Brisbane. Reliance Creek National Park ligger 23 meter över havet. Arean är 30 kvadratkilometer.
Närmaste större samhälle är Mackay, omkring 14 kilometer sydost om Reliance Creek National Park.
Trakten runt Reliance Creek National Park består huvudsakligen av våtmarker. Runt Reliance Creek National Park är det tätbefolkat, med 276 invånare per kvadratkilometer. Savannklimat råder i trakten. Genomsnittlig årsnederbörd är 1 672 millimeter. Den regnigaste månaden är mars, med i genomsnitt 448 mm nederbörd, och den torraste är september, med 21 mm nederbörd.